# Вулиця Князя Всеволода Ярославича
Ву́лиця Кня́зя Все́волода Яросла́вича — вулиця у Святошинському районі міста Києва, селище Перемога. Пролягає від вулиці Сім'ї Стешенків до вулиці Василя Верховинця. 

## Історія
Вулиця виникла у 50-ті роки XX століття під назвою Завулок № 2. 1968 року отримала назву вулиця Генерала Пухова, на честь радянського військового діяча, генерал-полковника, Героя Радянського Союзу Миколи Пухова.
Сучасна назва на честь Великого князя київського Всеволода Ярославича — з 2022 року.